# Kolaleh
Kolaleh (persisch کلاله, DMG Kalāleh) ist eine Stadt in der Provinz Golestan im Iran. 

## Bevölkerungsentwicklung
| Jahr | Einwohnerzahl |
| ---- | ------------- |
| 1996 | 23.586        |
| 2006 | 28.035        |
| 2011 | 27.951        |
| 2016 | 36.176        |